# 藤田鴻輔
藤田 鴻輔（ふじた こうすけ、1876年（明治9年）3月11日 - 1943年（昭和18年）9月11日）は、大日本帝国陸軍軍人。最終階級は陸軍中将。功五級。

## 経歴
1876年（明治9年）に山口県で生まれた。陸軍士官学校第9期卒業。1921年（大正10年）3月11日に佐倉連隊区司令官に就任し、6月3日に陸軍歩兵大佐に進級した。1922年（大正11年）8月に歩兵第76連隊長（第19師団・歩兵第38旅団）に転じた。
1925年（大正14年）5月1日に陸軍少将に進級し、第11師団司令部附となった。1926年（大正15年）3月に歩兵第24旅団長（第12師団）に就任し、1929年（昭和4年）8月に近衛歩兵第2旅団長（近衛師団）に転じた。1930年（昭和5年）8月1日に陸軍中将に進級し、下関要塞司令官に着任した。1931年（昭和6年）8月1日に待命となり、8月29日に予備役に編入された。